# 基布耶
基布耶是非洲中部國家盧旺達的城市，也是西部省的首府，位於首都基加利以西60公里的基伏湖東岸，是該國著名的湖濱度假勝地，海拔高度1,463米，市內有一個紀念1994年盧旺達大屠殺的大型紀念碑，居民人數48,025。
2°03′S 29°21′E / 2.050°S 29.350°E